# Washio Atago-jinja
Le sanctuaire Washio Atago est un sanctuaire shinto situé dans le quartier Nishi-ku, à Fukuoka, Japon. C'est un sanctuaire Beppyo, c'est-à-dire un sanctuaire qui est particulièrement remarquable d'une certaine manière avec une histoire significative. C'est l'un des trois grands sanctuaires Atago du Japon. Il y a environ 900 sanctuaires dans le réseau. Il est dirigé par le sanctuaire de Kyoto. Il a été construit en l'an 72.

## Trois sanctuaires du Grand Atago
C'est l'un des trois grands sanctuaires d'Atago. Les autres sont ronds dans des endroits divers.
1. Washio Atago-jinja
2. Atago-jinja (Tokyo)
3. Atago-jinja (Kyoto)  dirigé[2].

### Sanctuaires du Petit Atago
1. Atagoyama Kofun (Mito) (en)
2. Atagoyama Kofun (en)

## Galerie

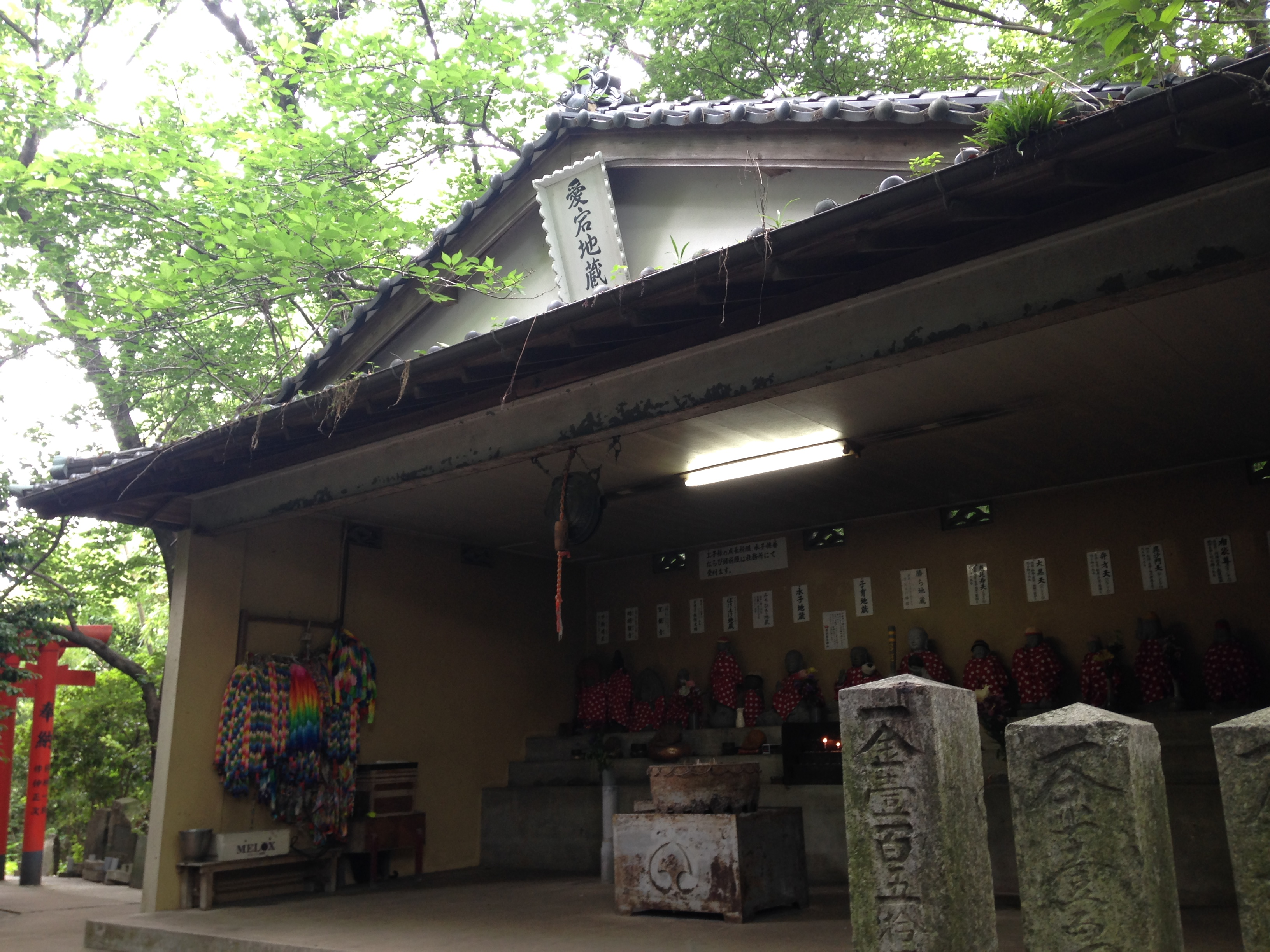
Salle Atago-Jizo
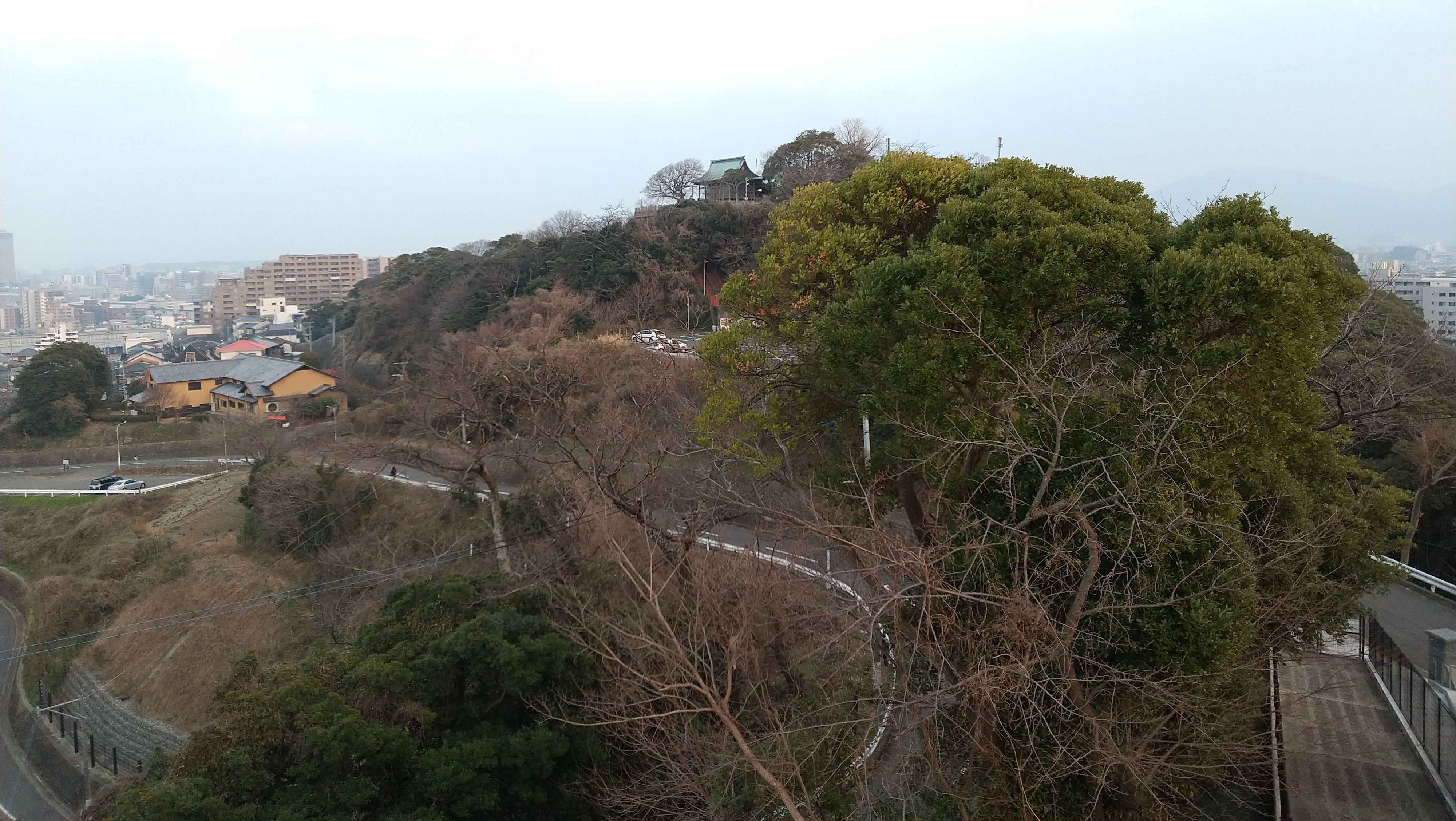
District spécial de conservation des espaces verts d'Atago-yama
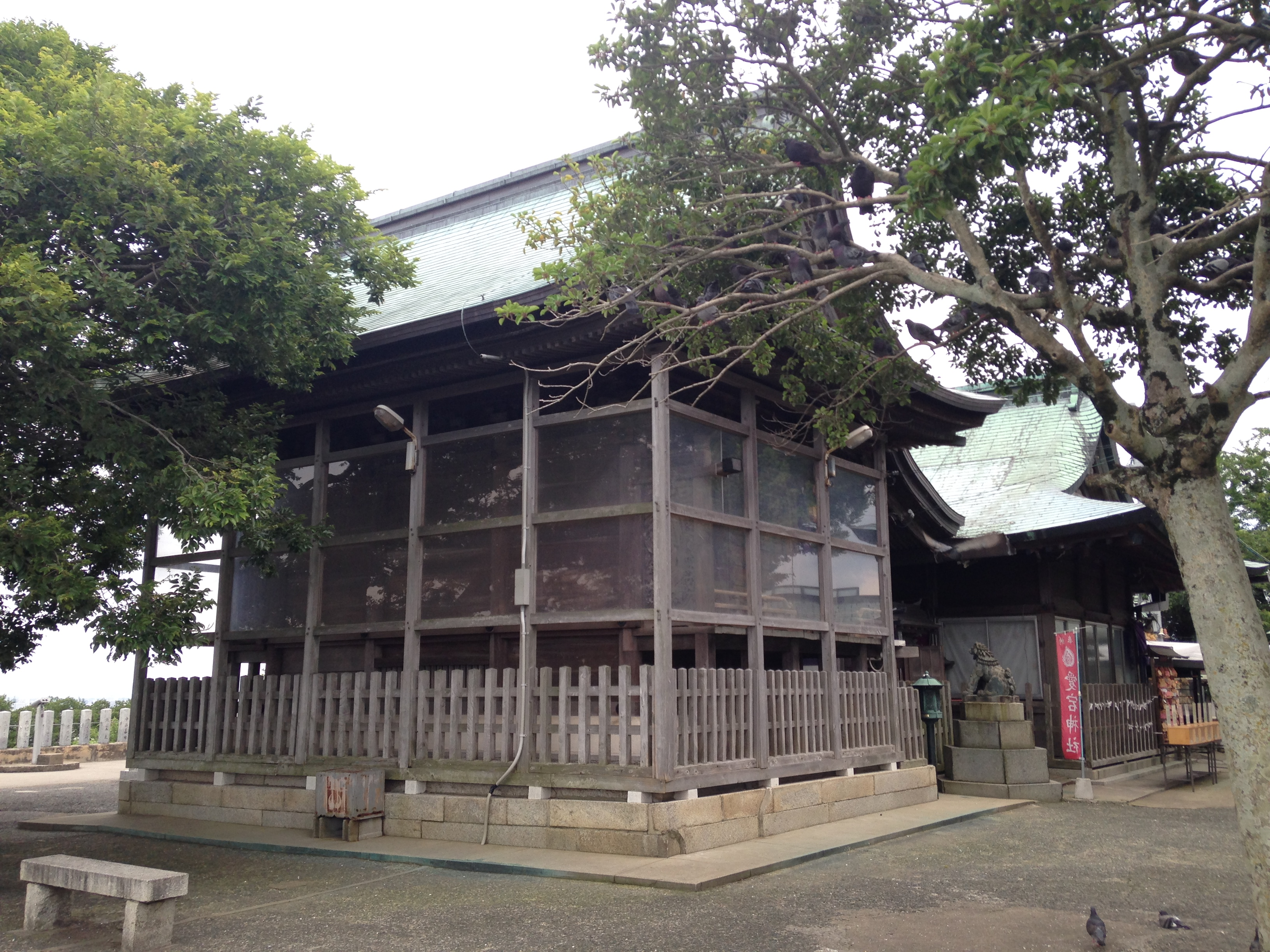
Vue arrière de Haiden et Honden
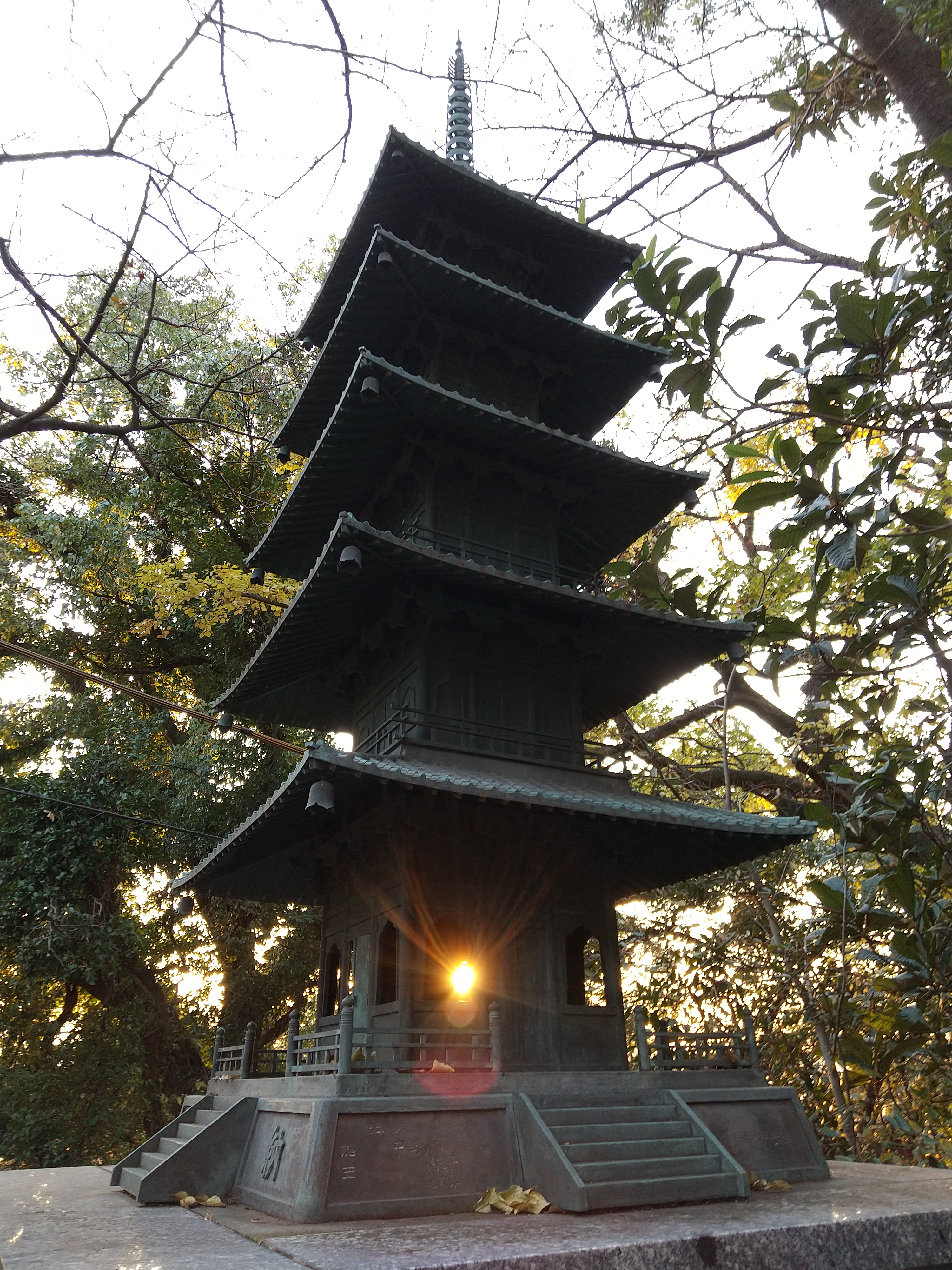
Pagode à cinq étages
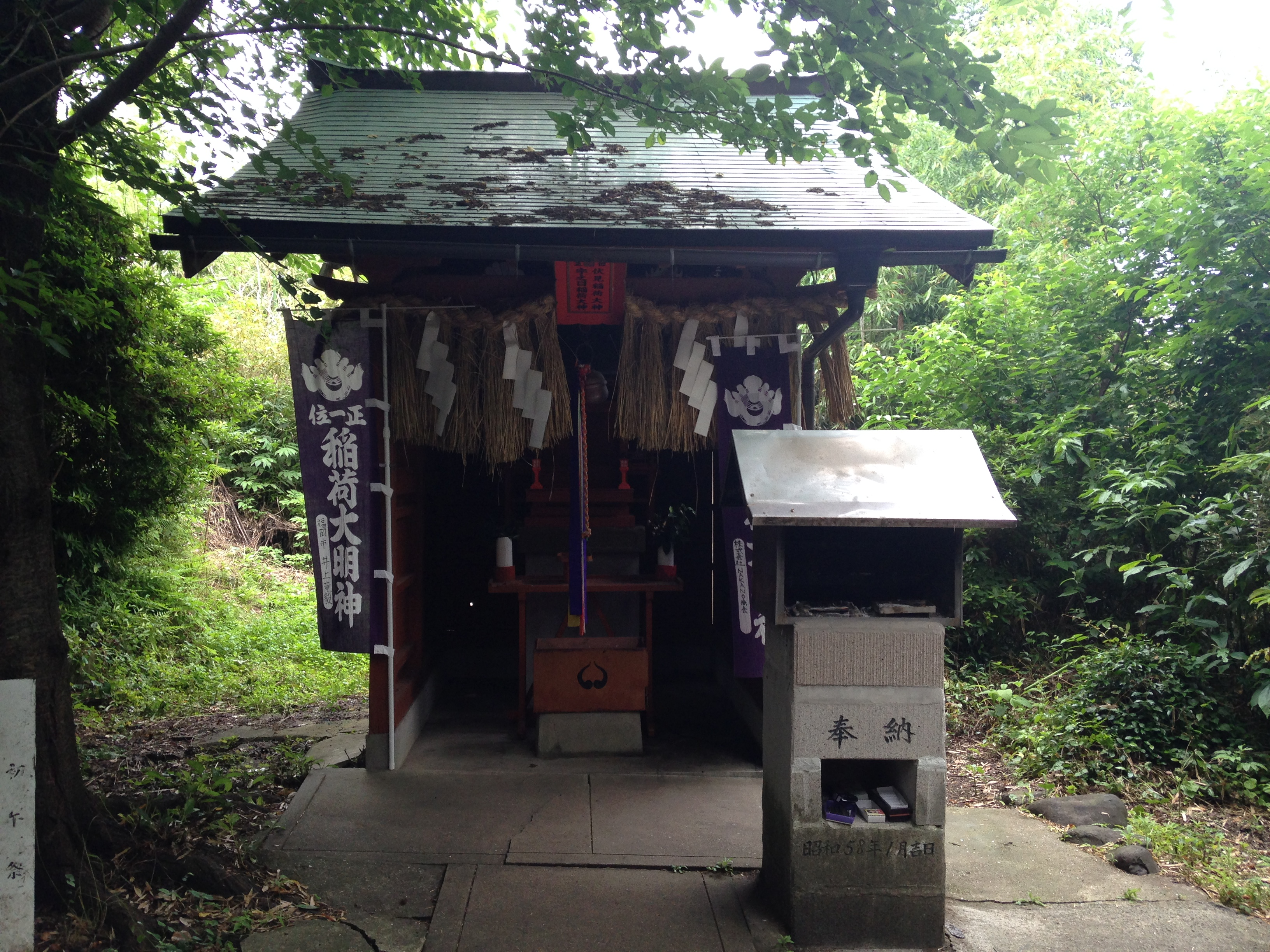
Sanctuaire Fushimi Inari et sanctuaire Unome Inari
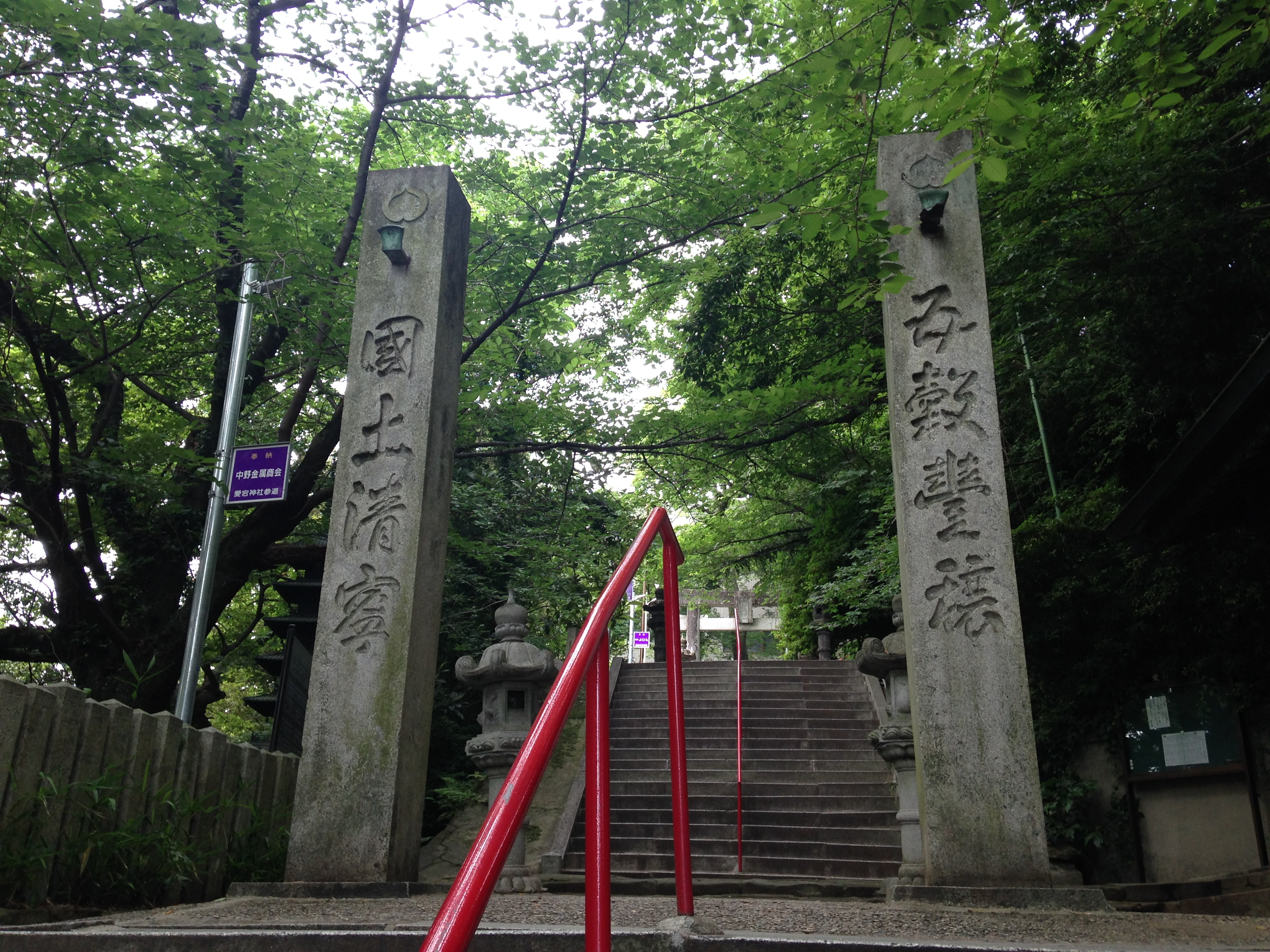
Grille
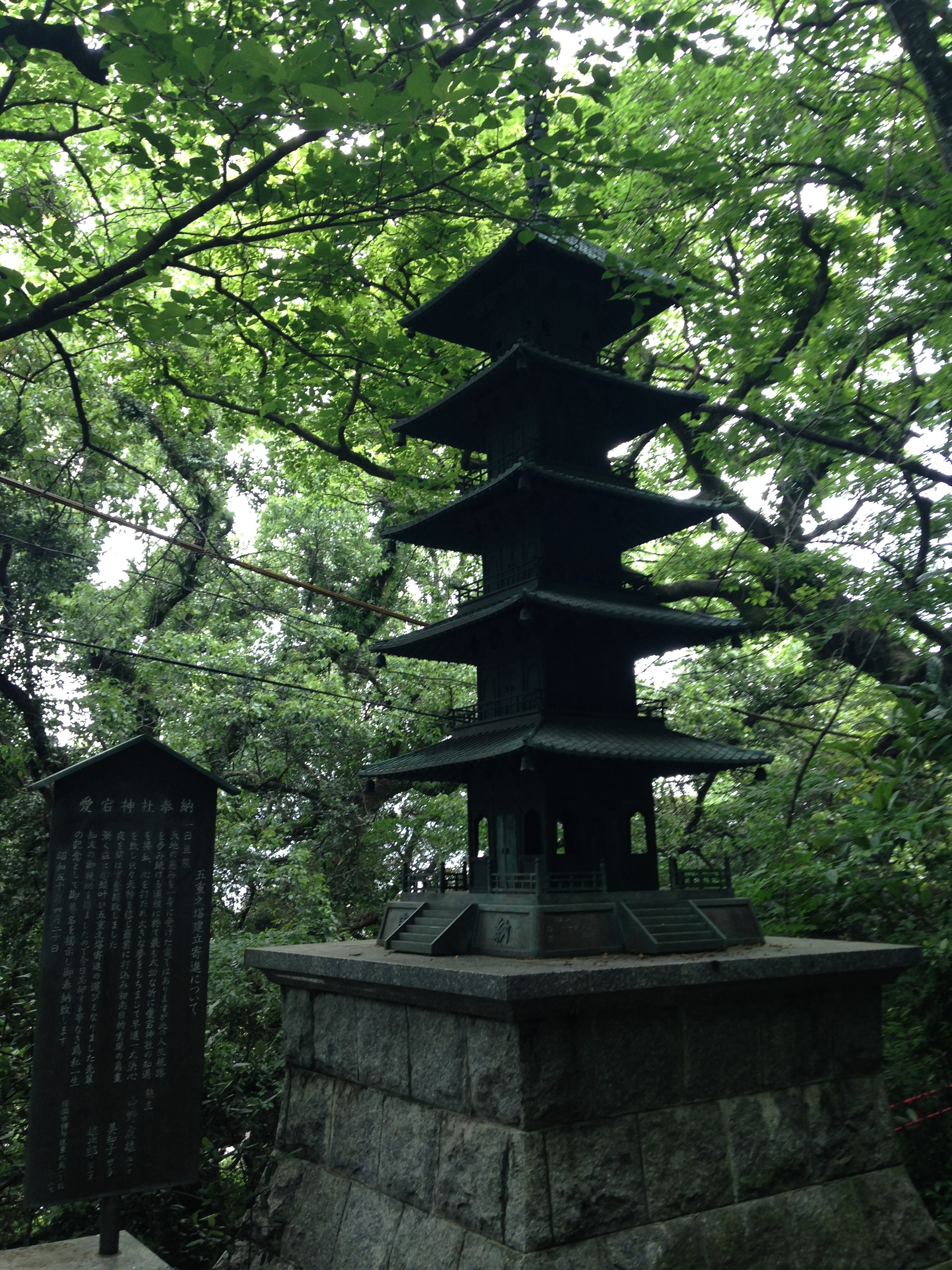
Visite Gojunoto
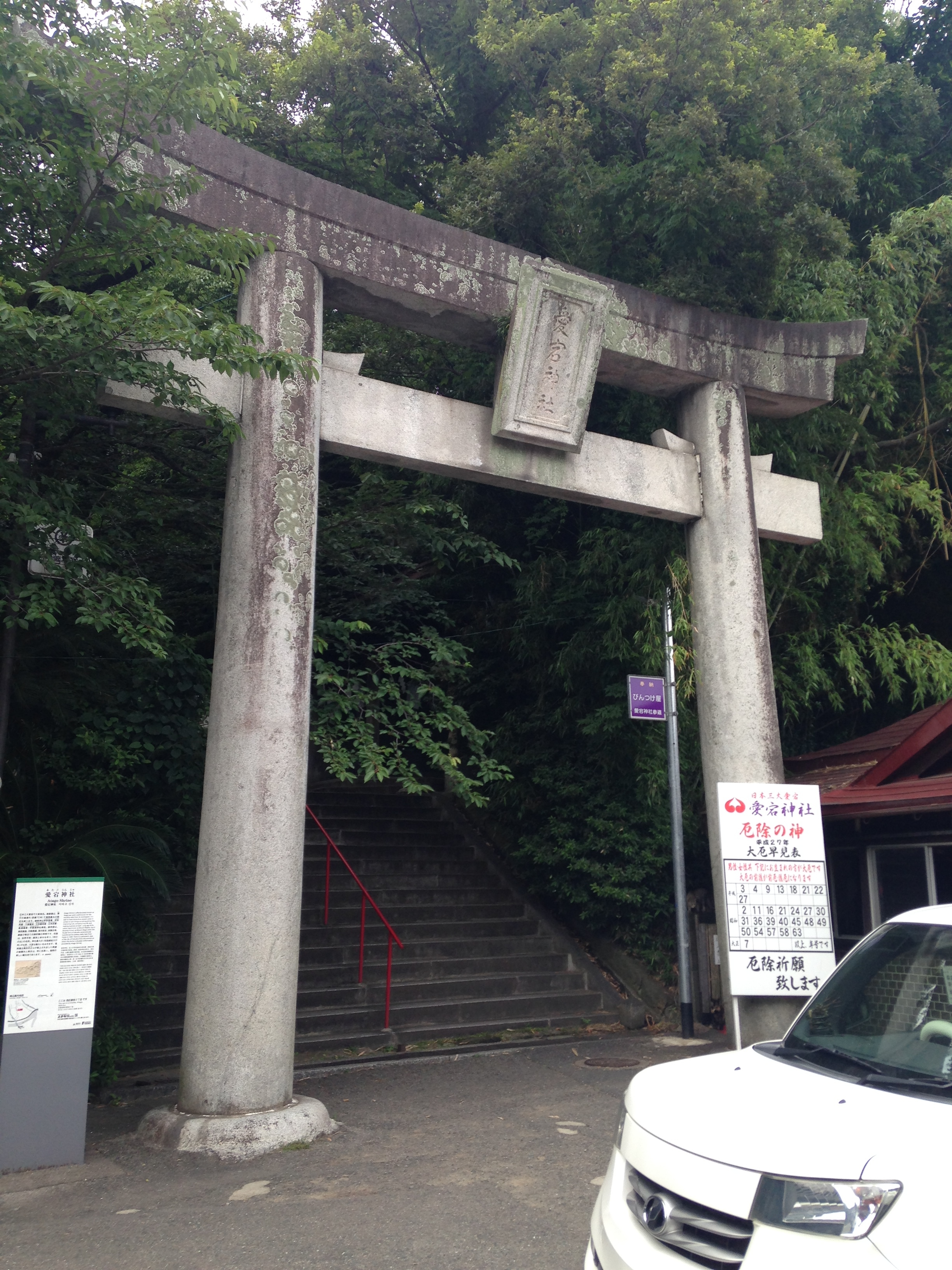
Grand Torii
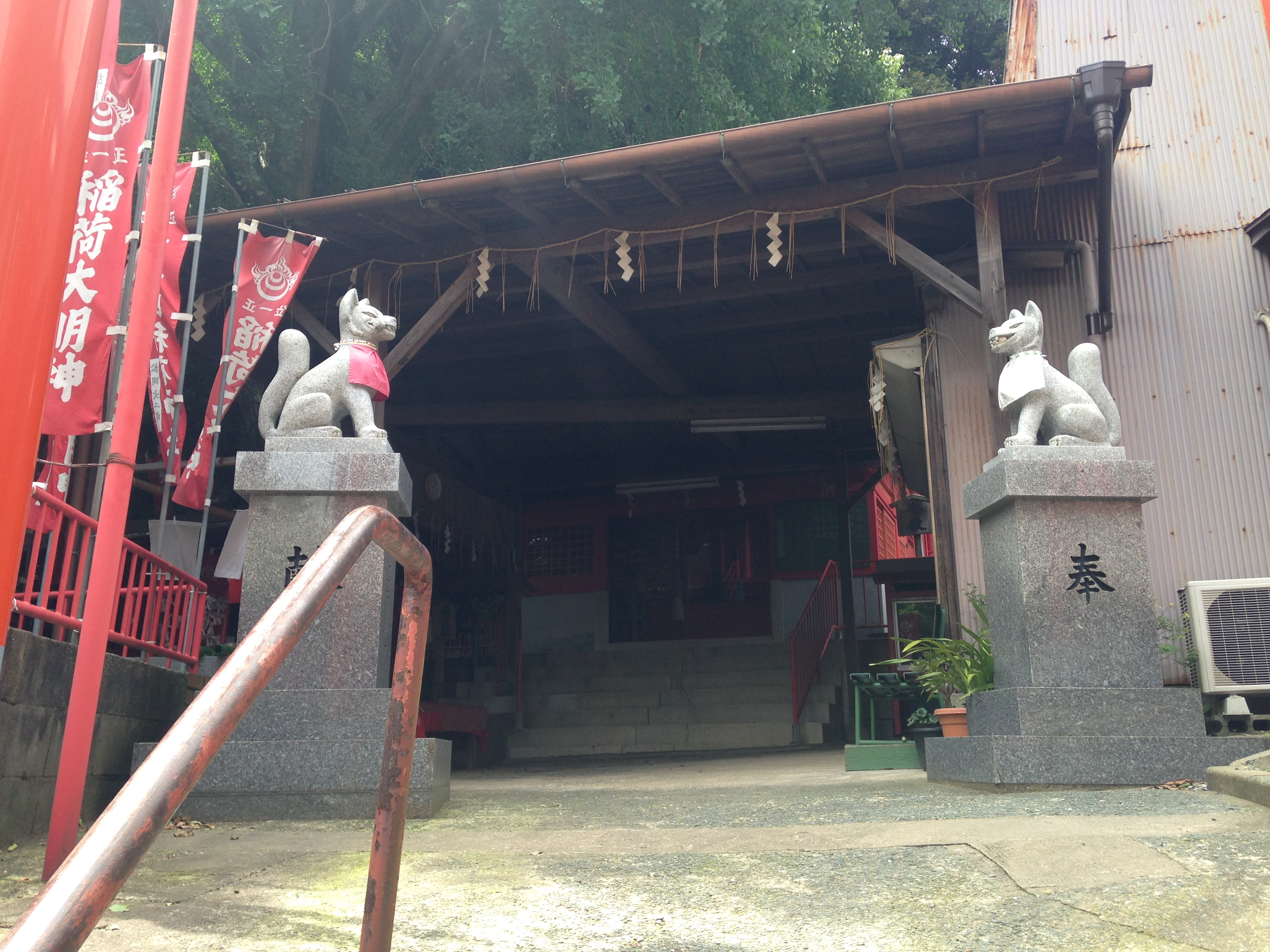
Haiden du sanctuaire Otojiro Inari
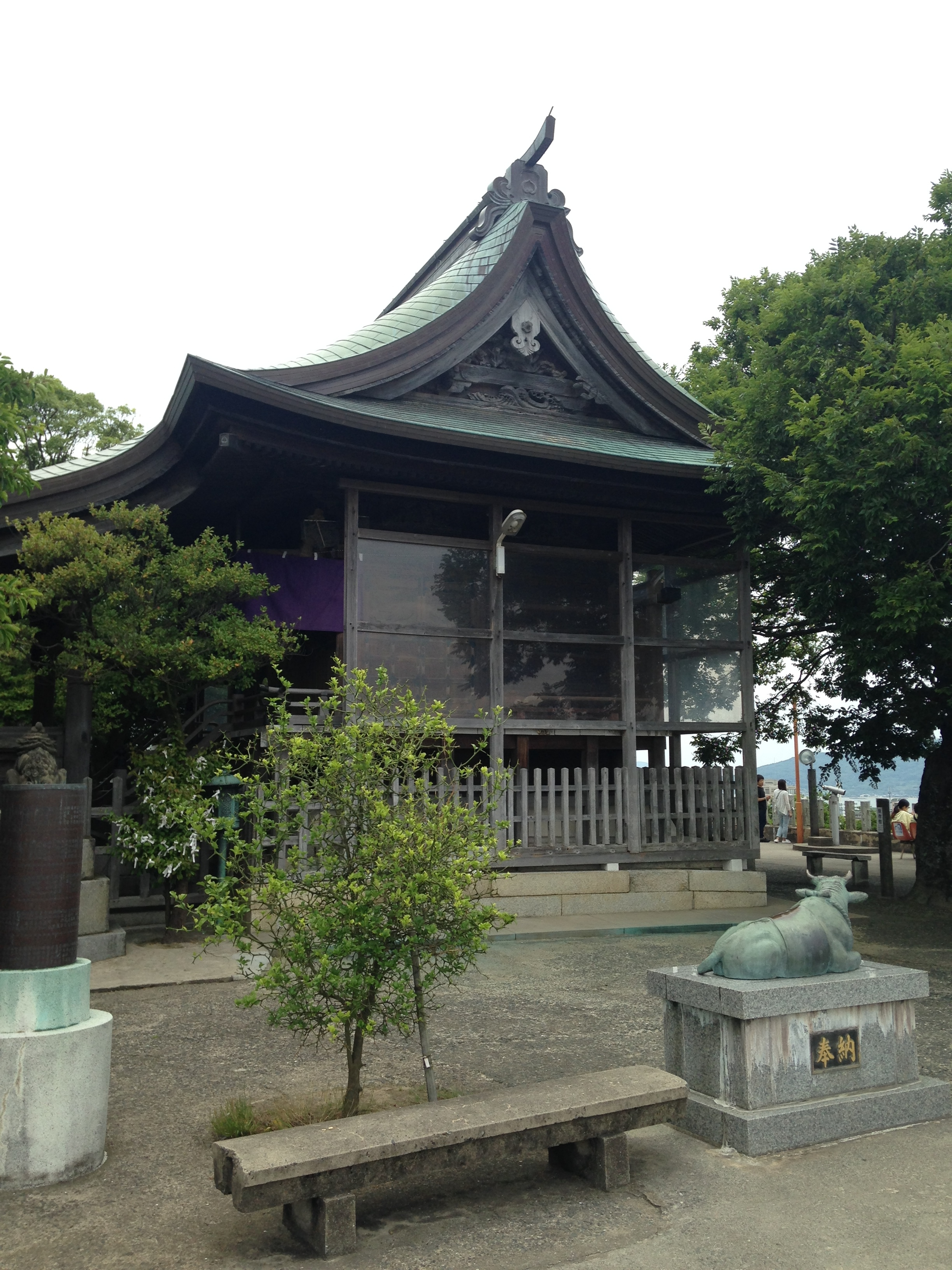
Honden et bétail sacré
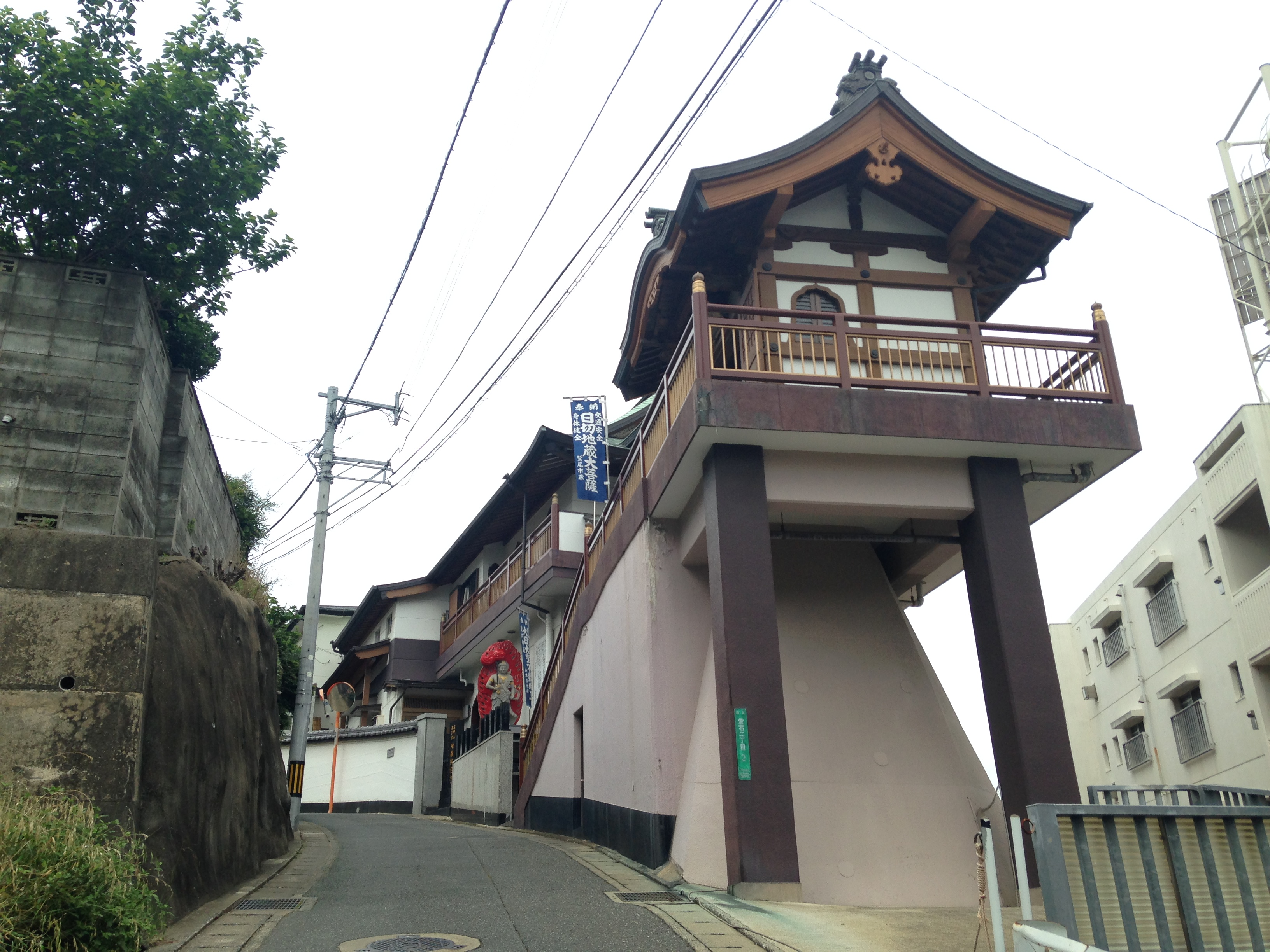
Temple Jizoin sur Sando
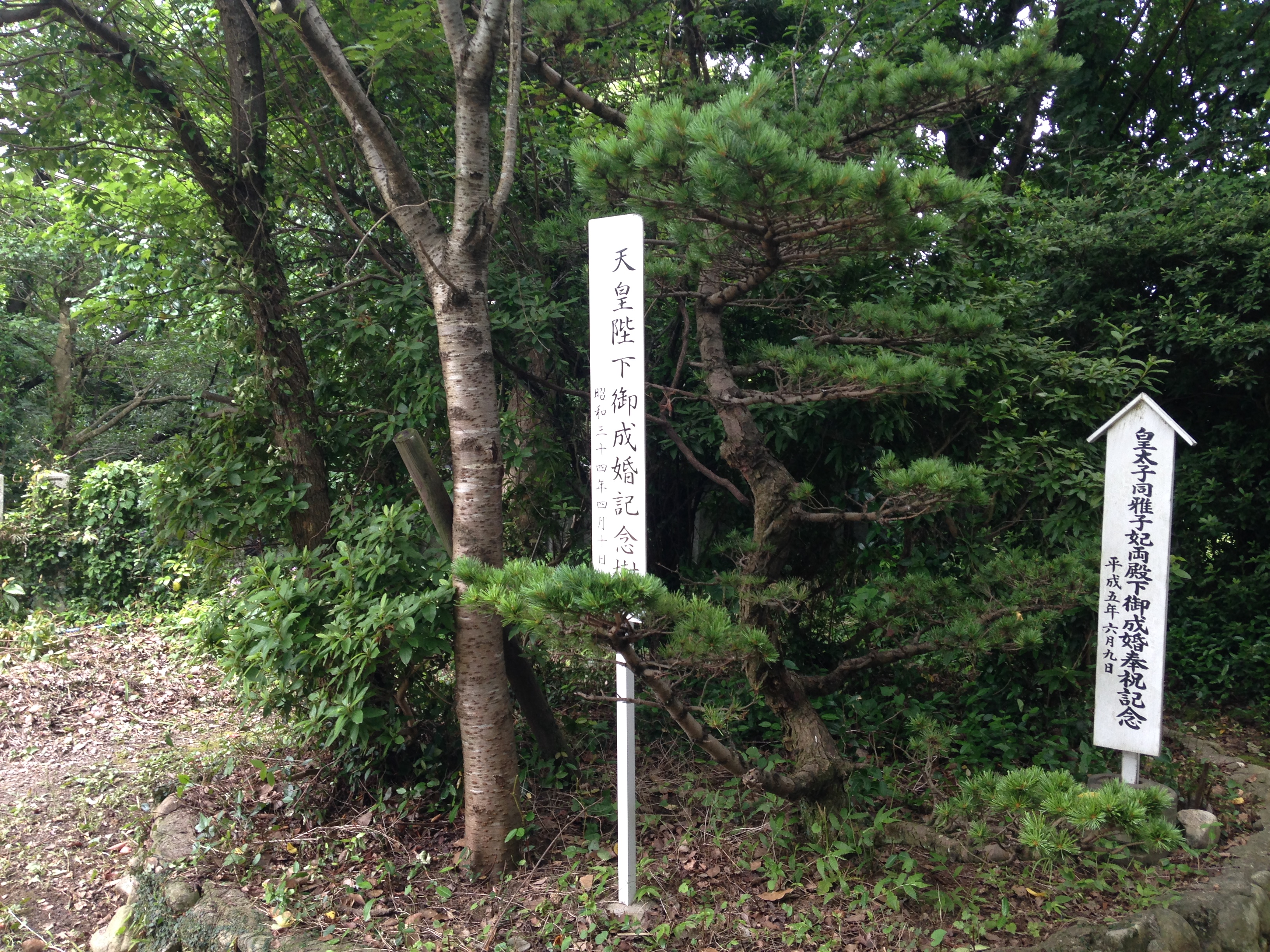
Arbres commémoratifs
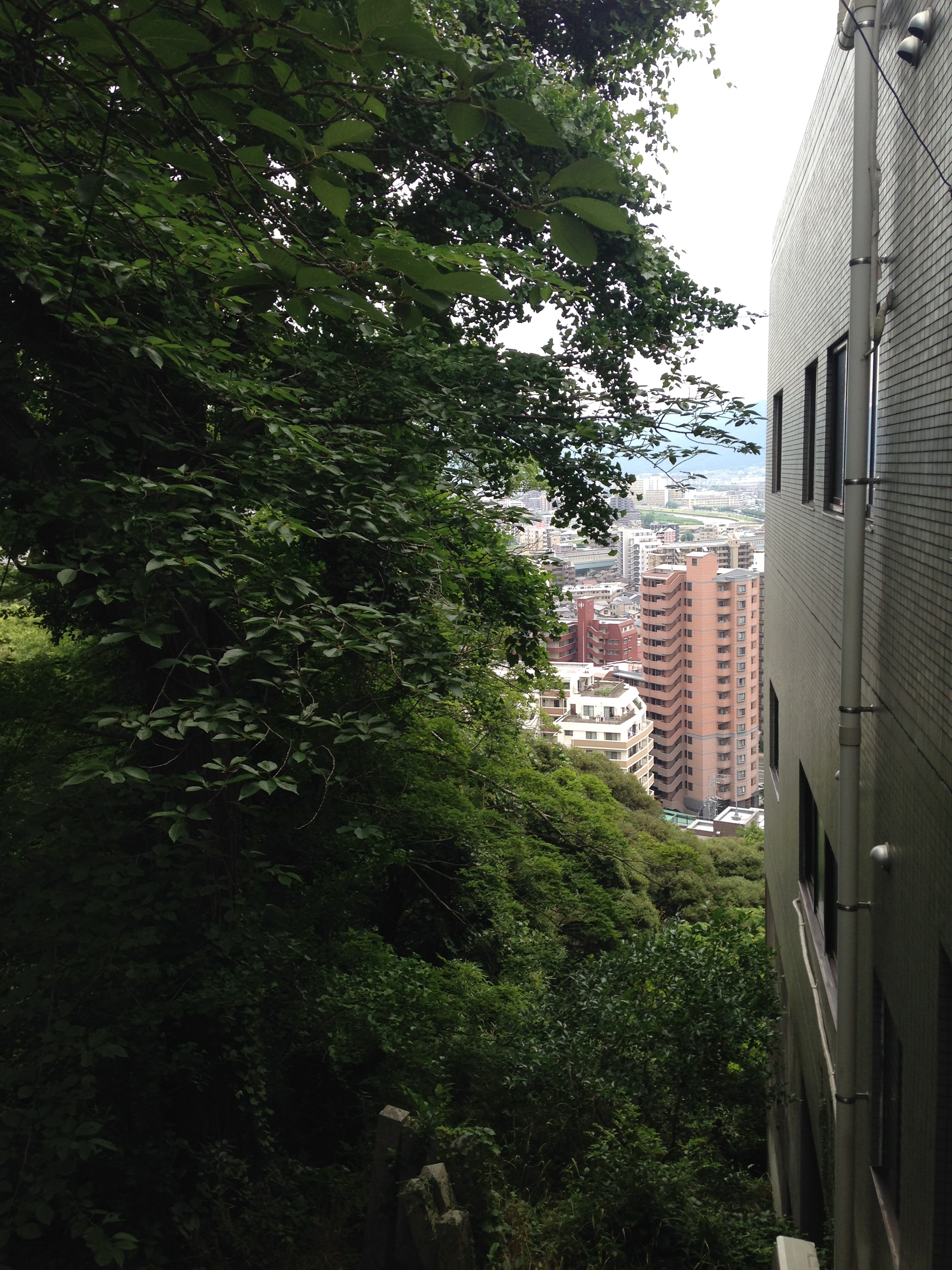
Vue sur la rivière Muromigawa
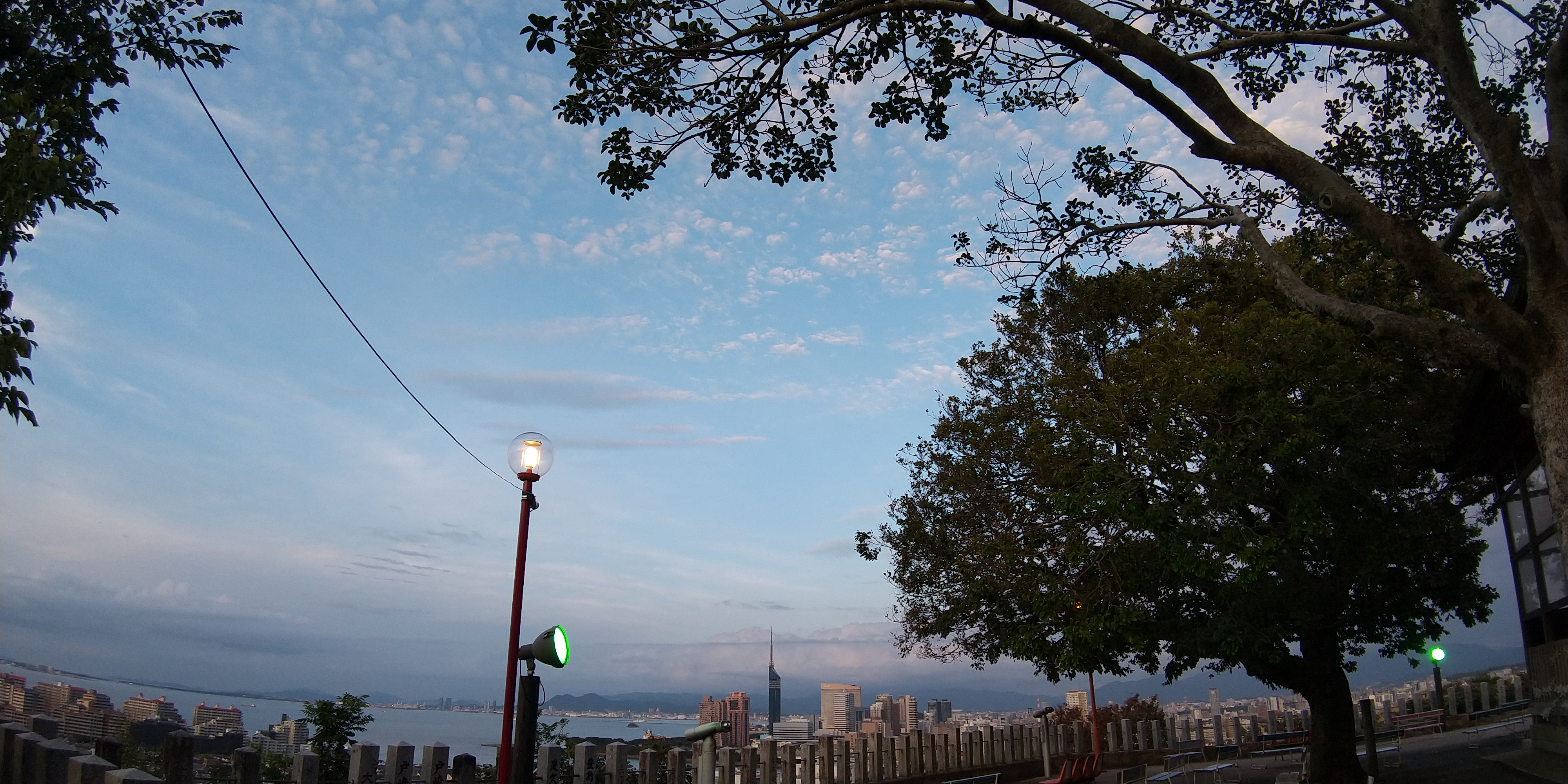
Zone d'observation du Mont Atago
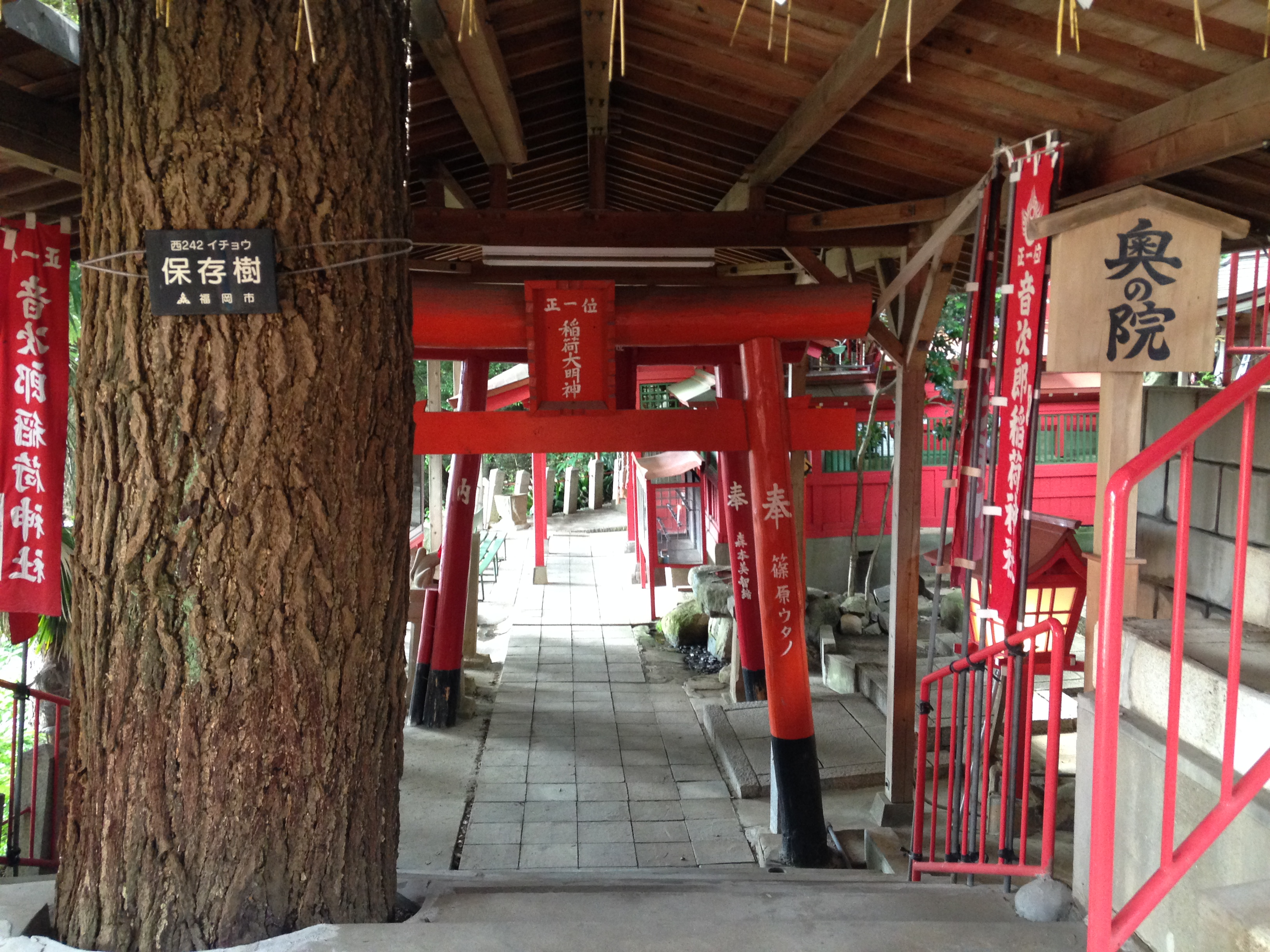
Sanctuaire Okunoin
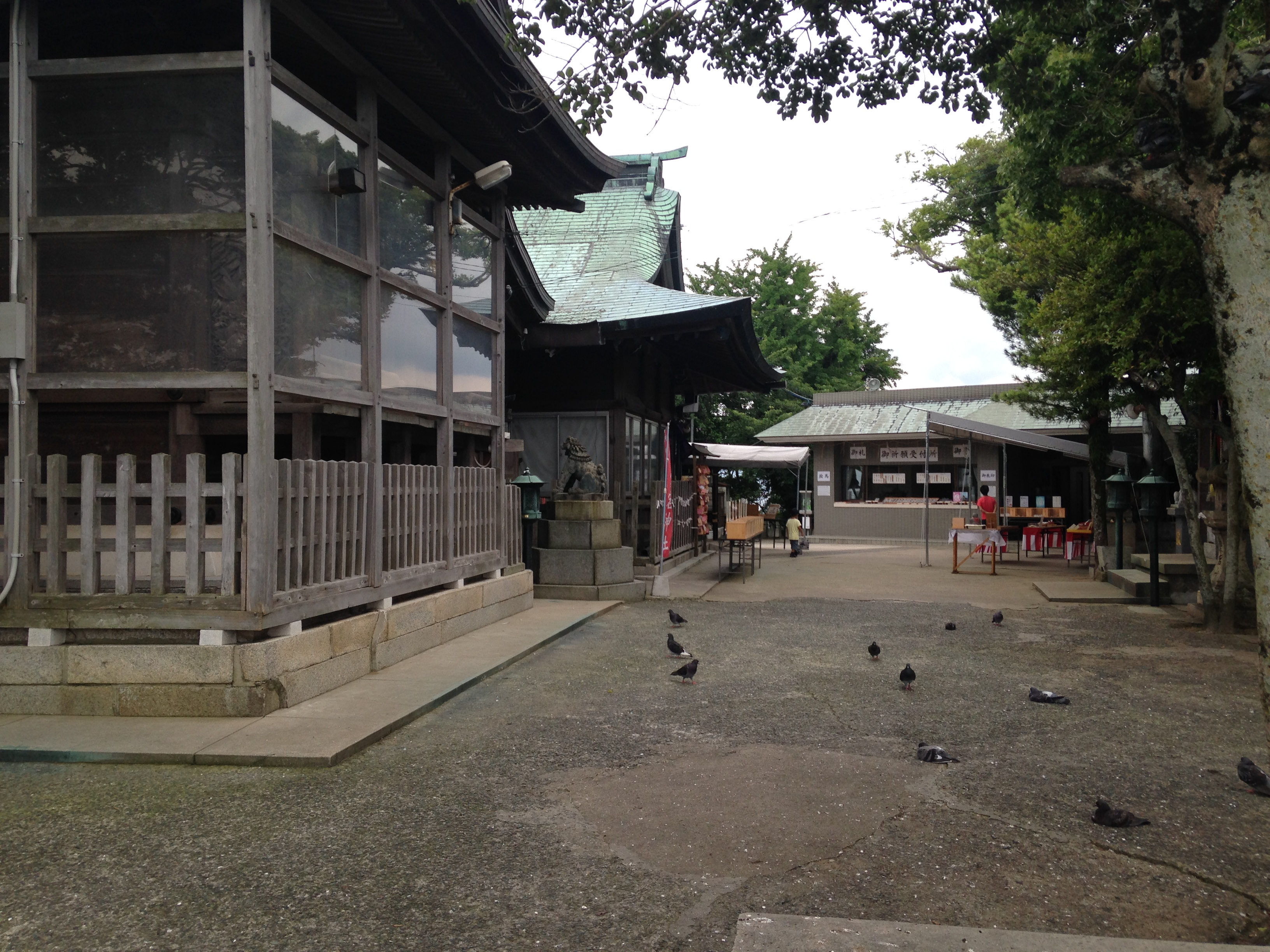
Pigeons
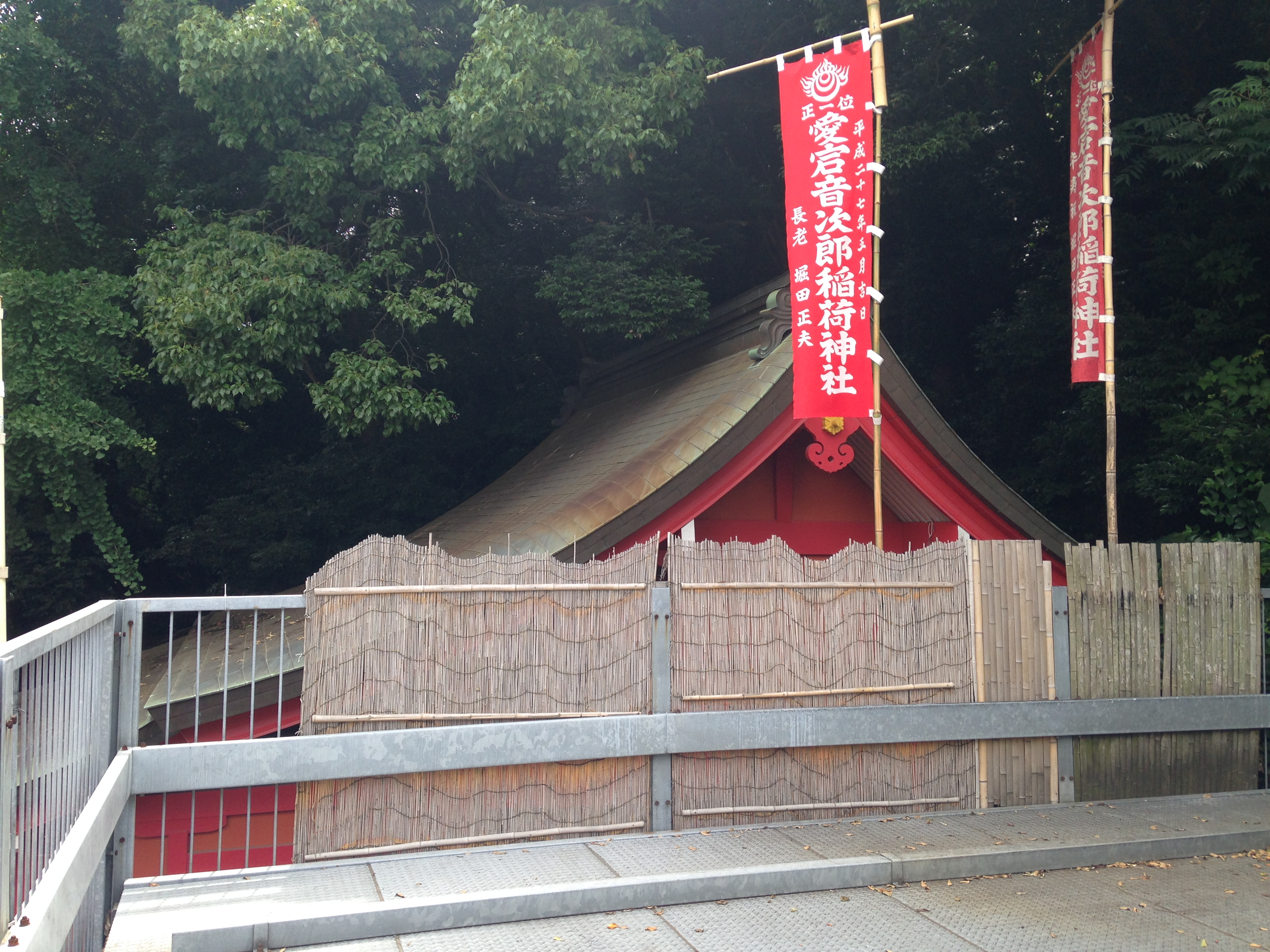
Toit de Haiden
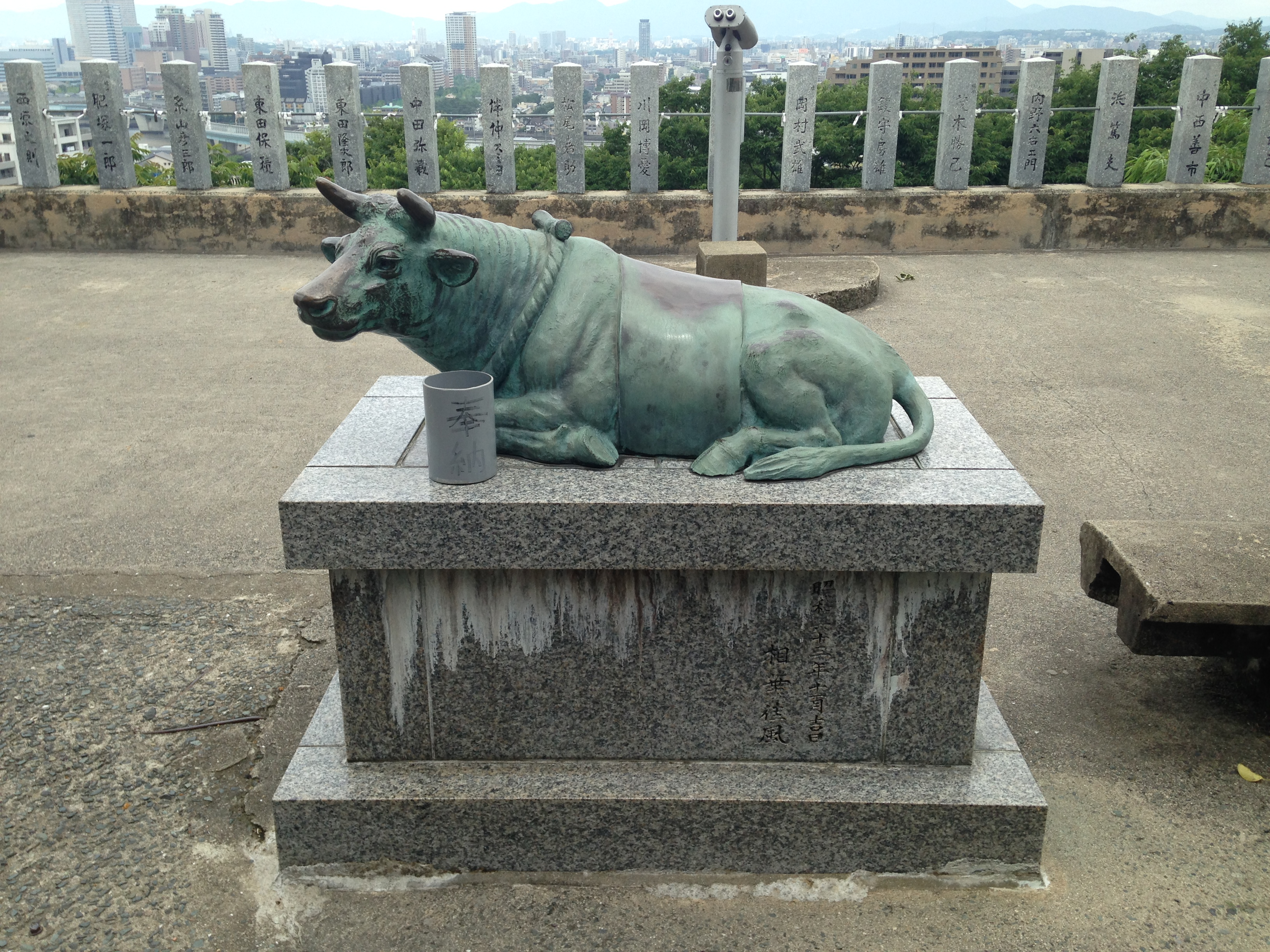
Bovins sacrés
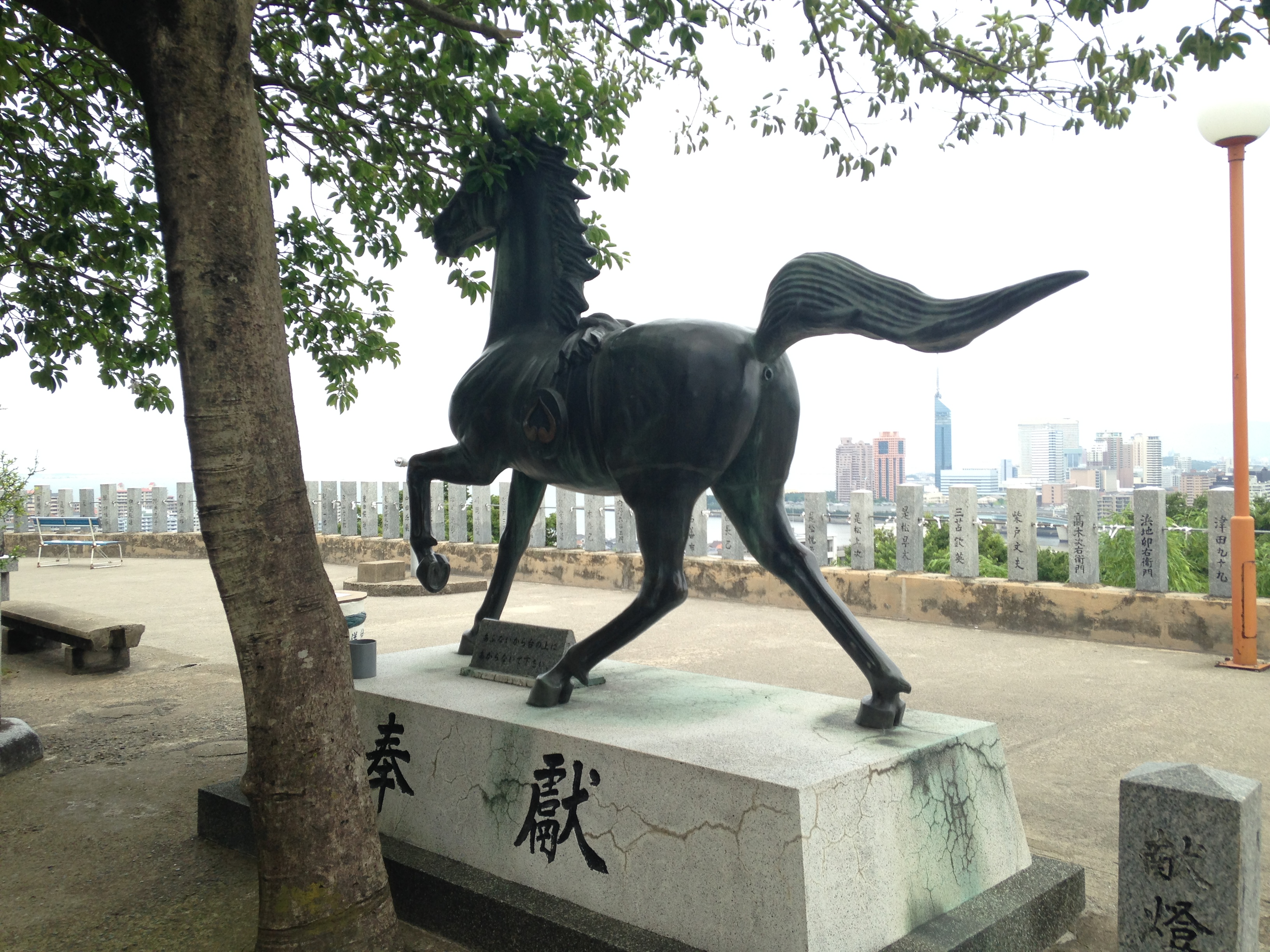
Cheval sacré
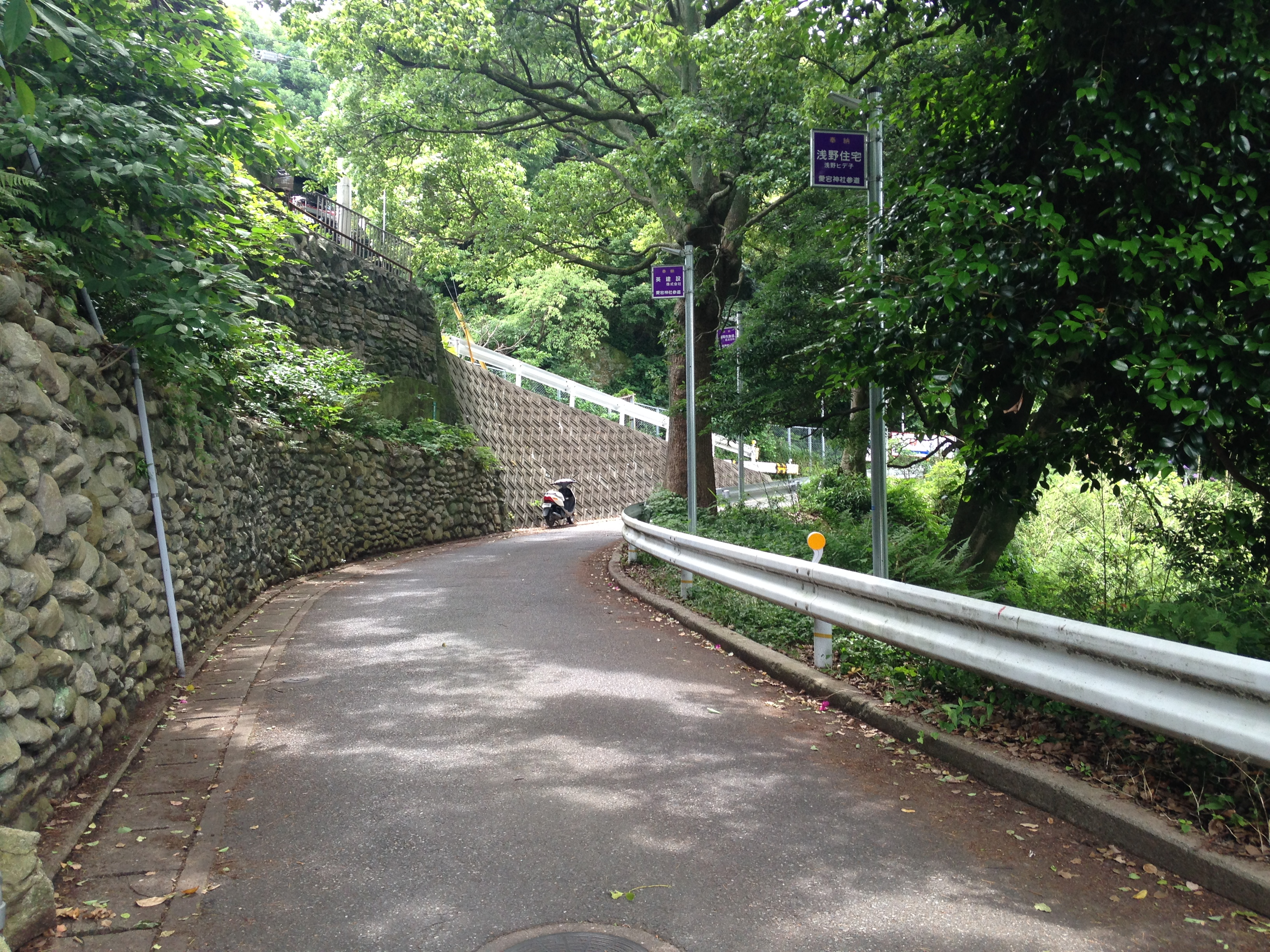
Sando
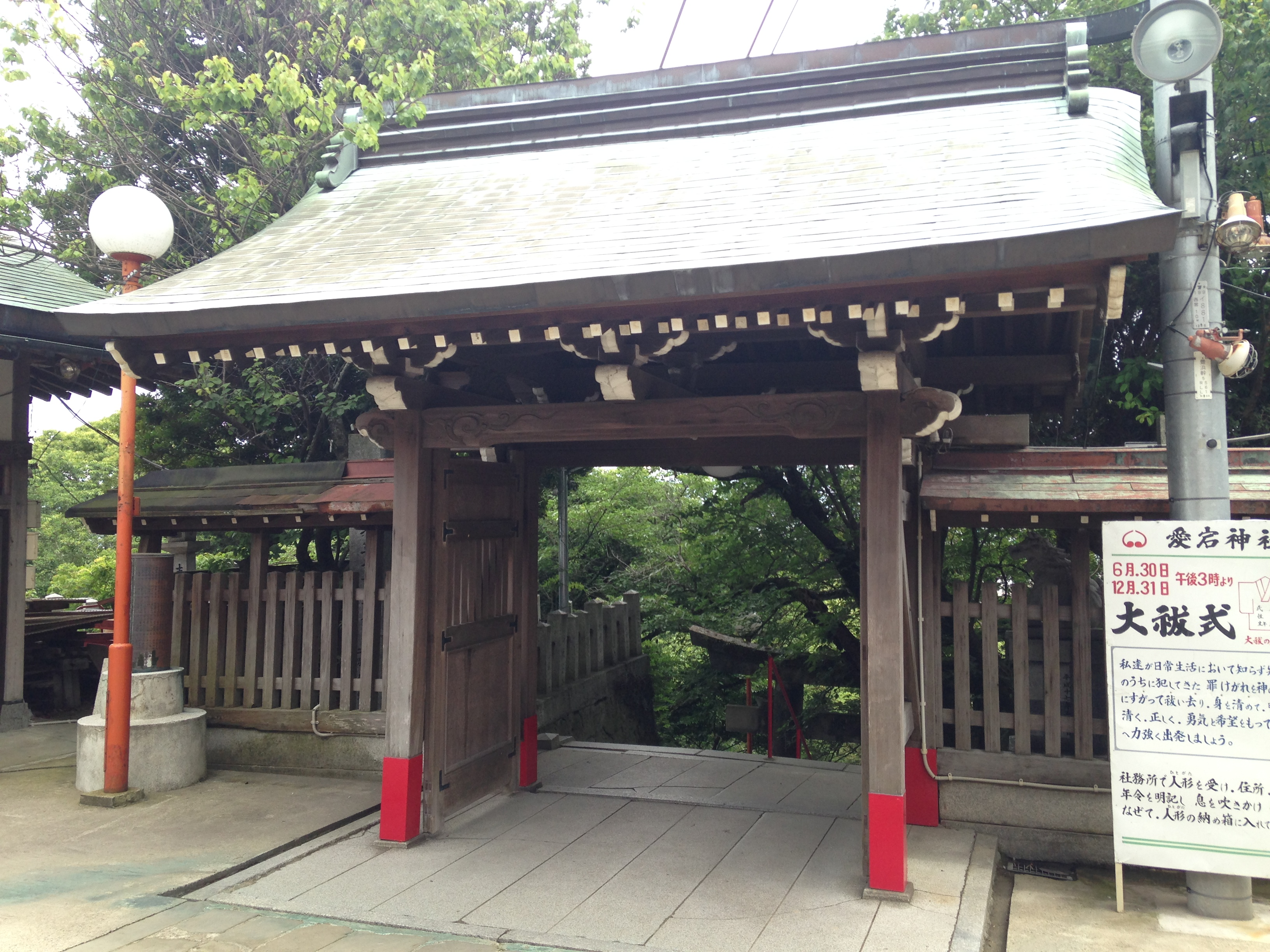
Porte Shimmon du côté intérieur
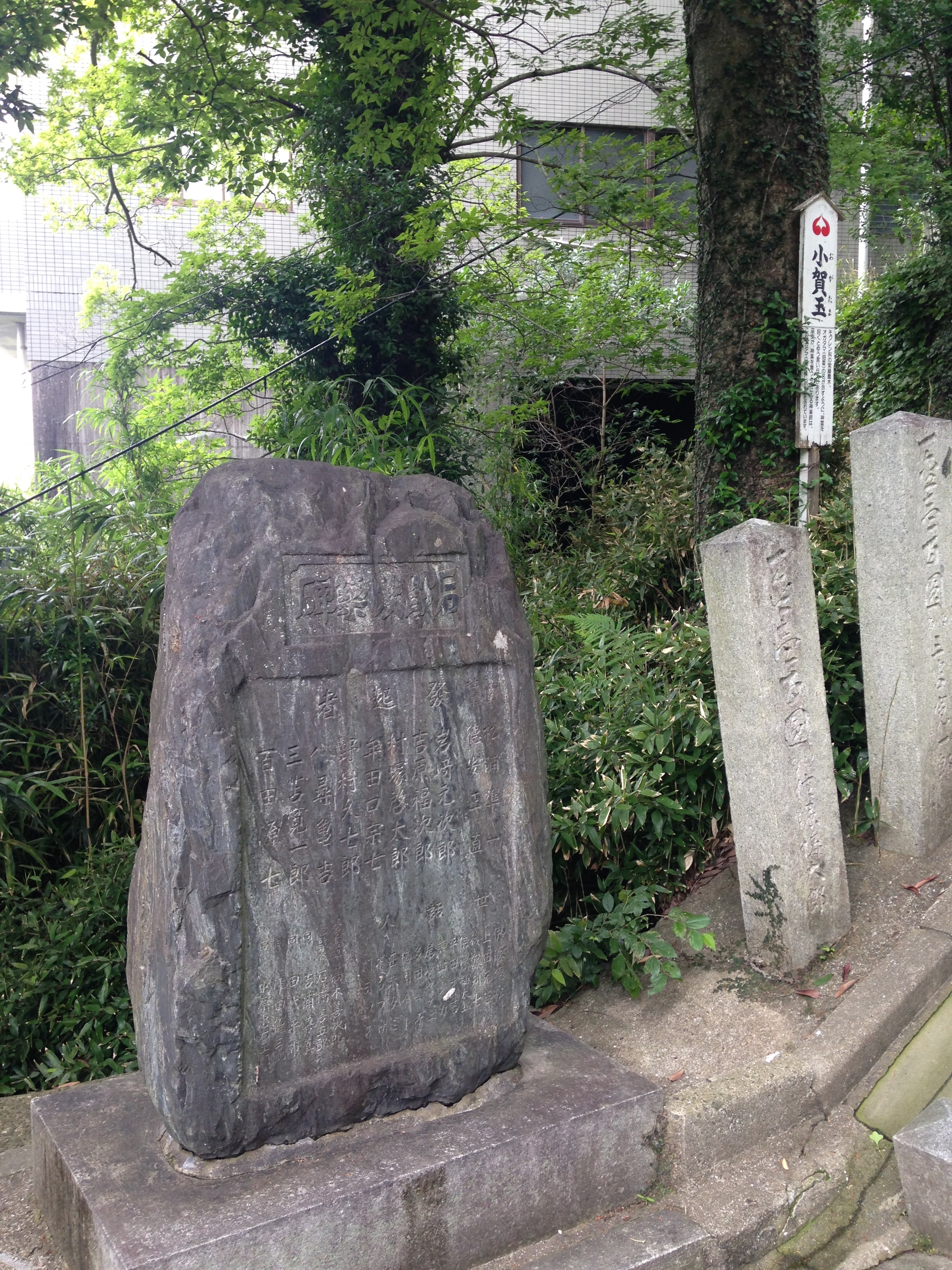
Stèle
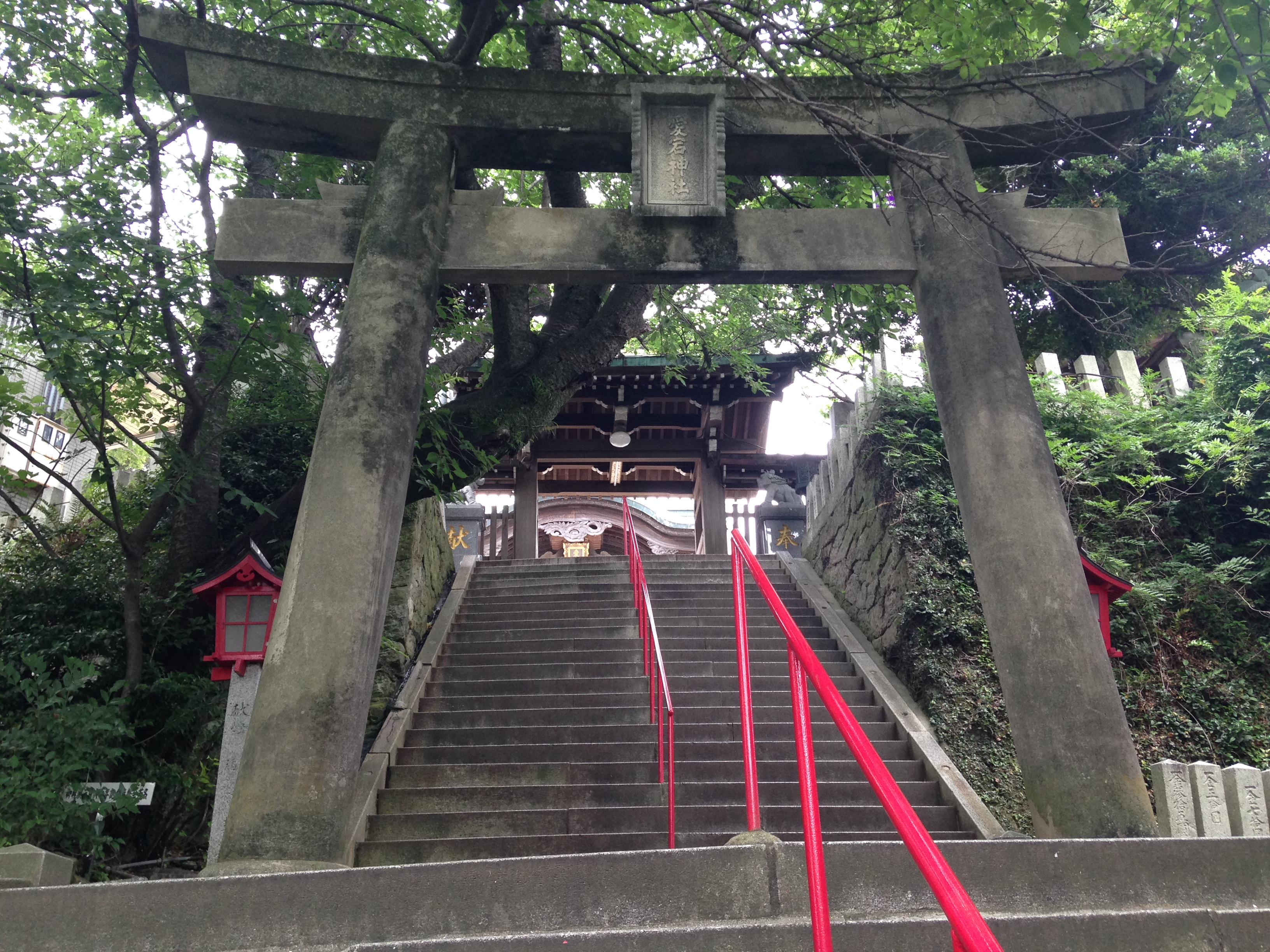
Torii devant la porte Shimmon
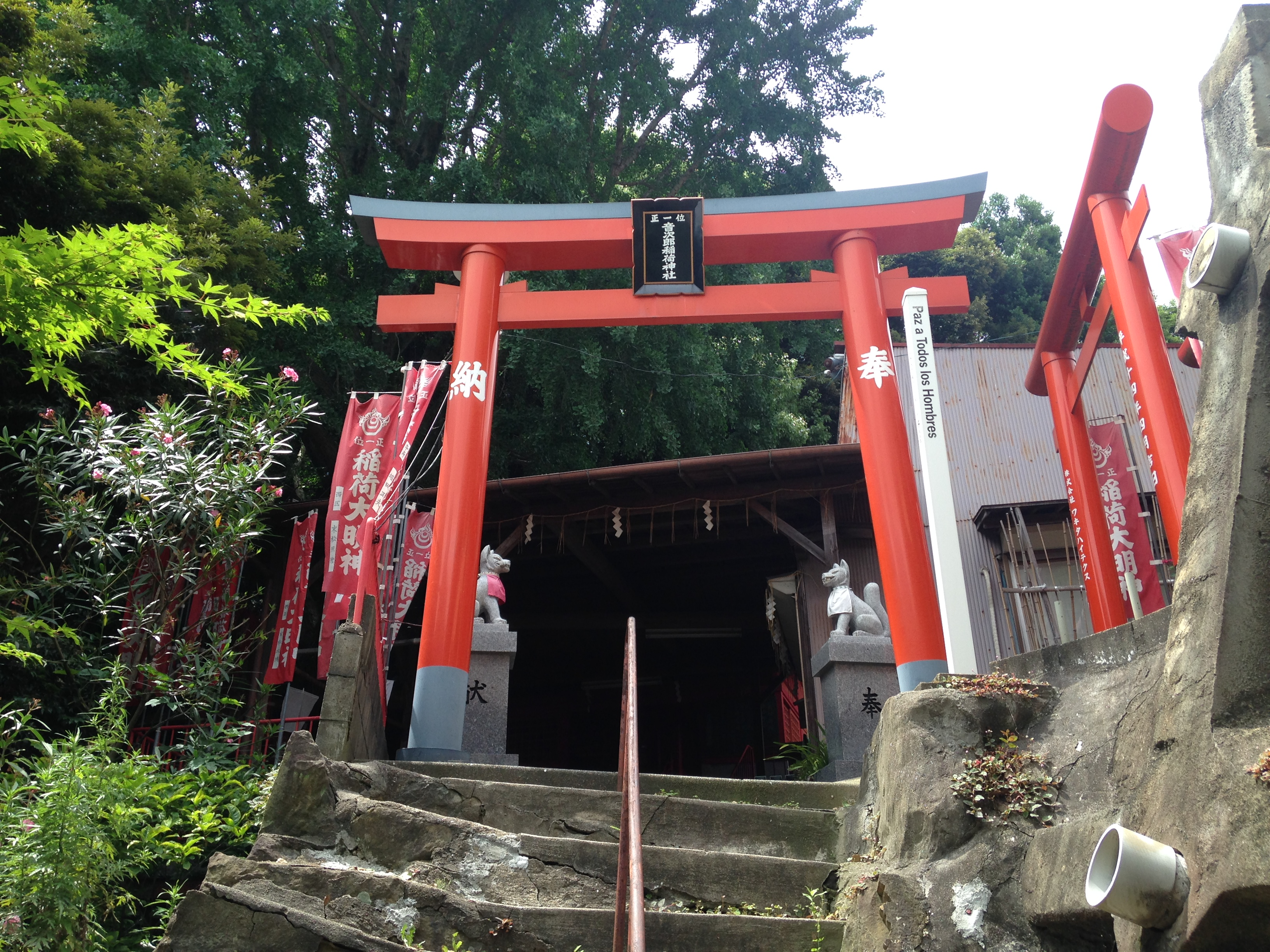
Torii du sanctuaire Otojiro Inari
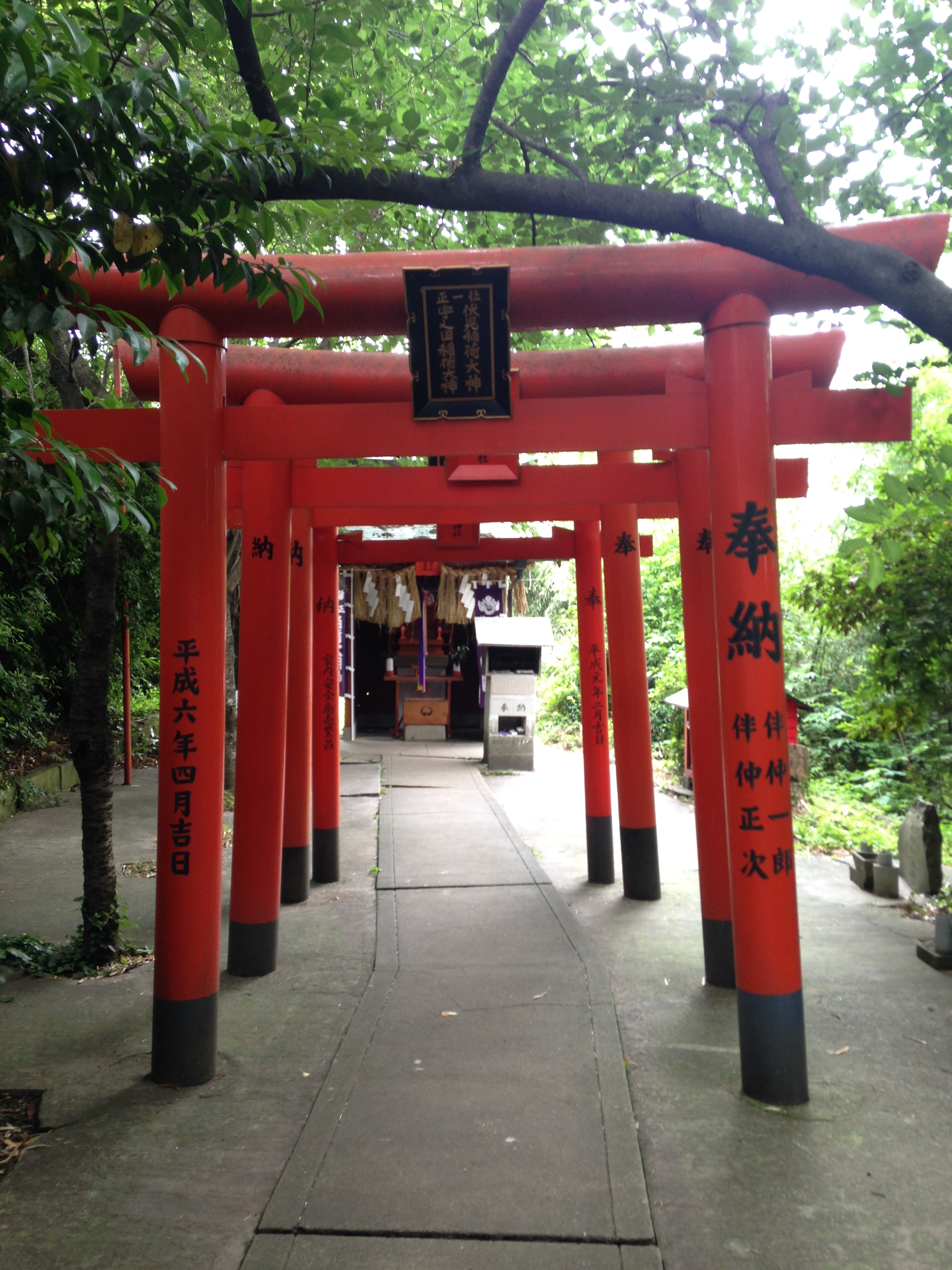
Toriis de Fushimi Inari et sanctuaire Unome Inari
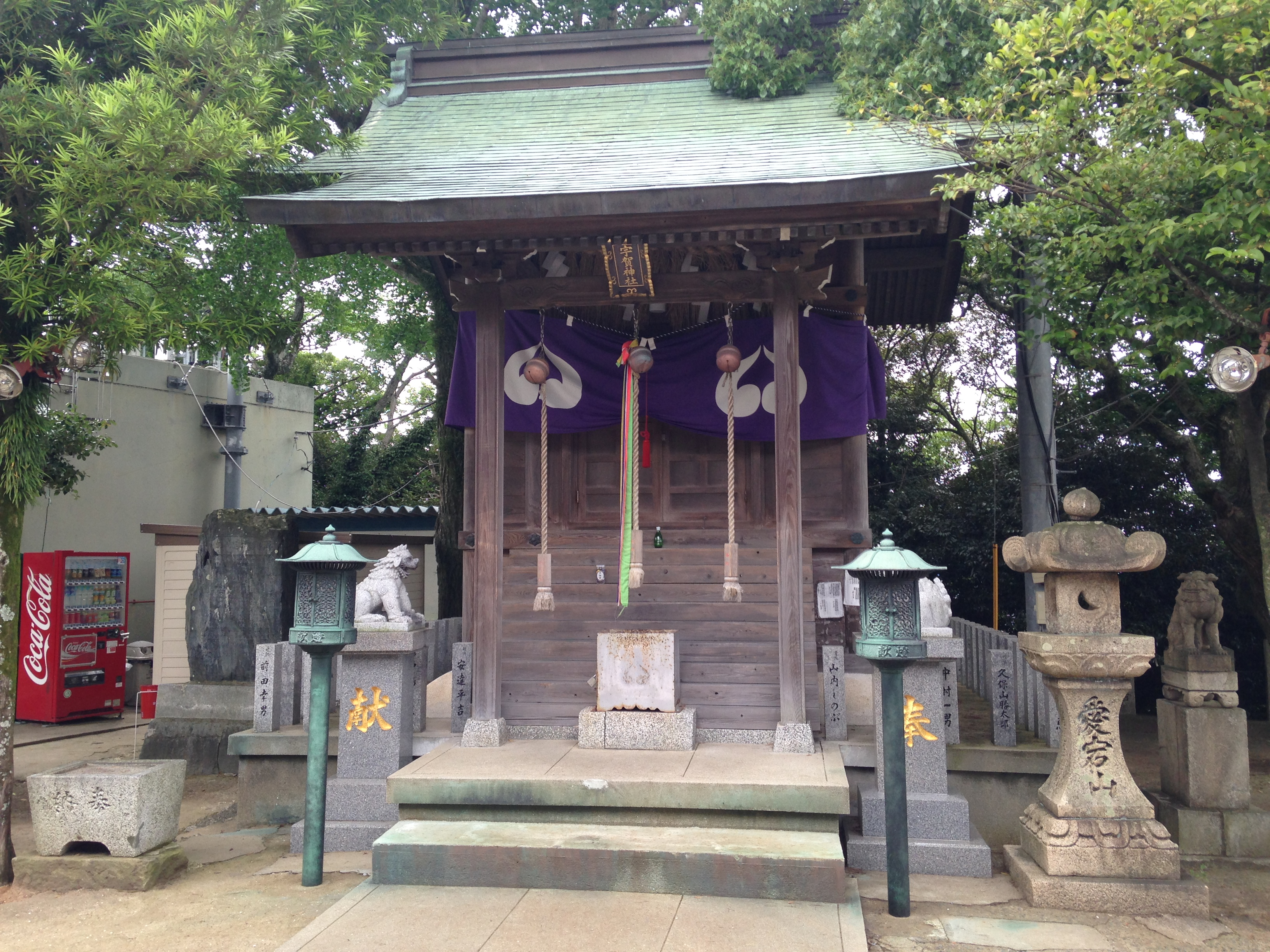
Sanctuaire d'Ouga
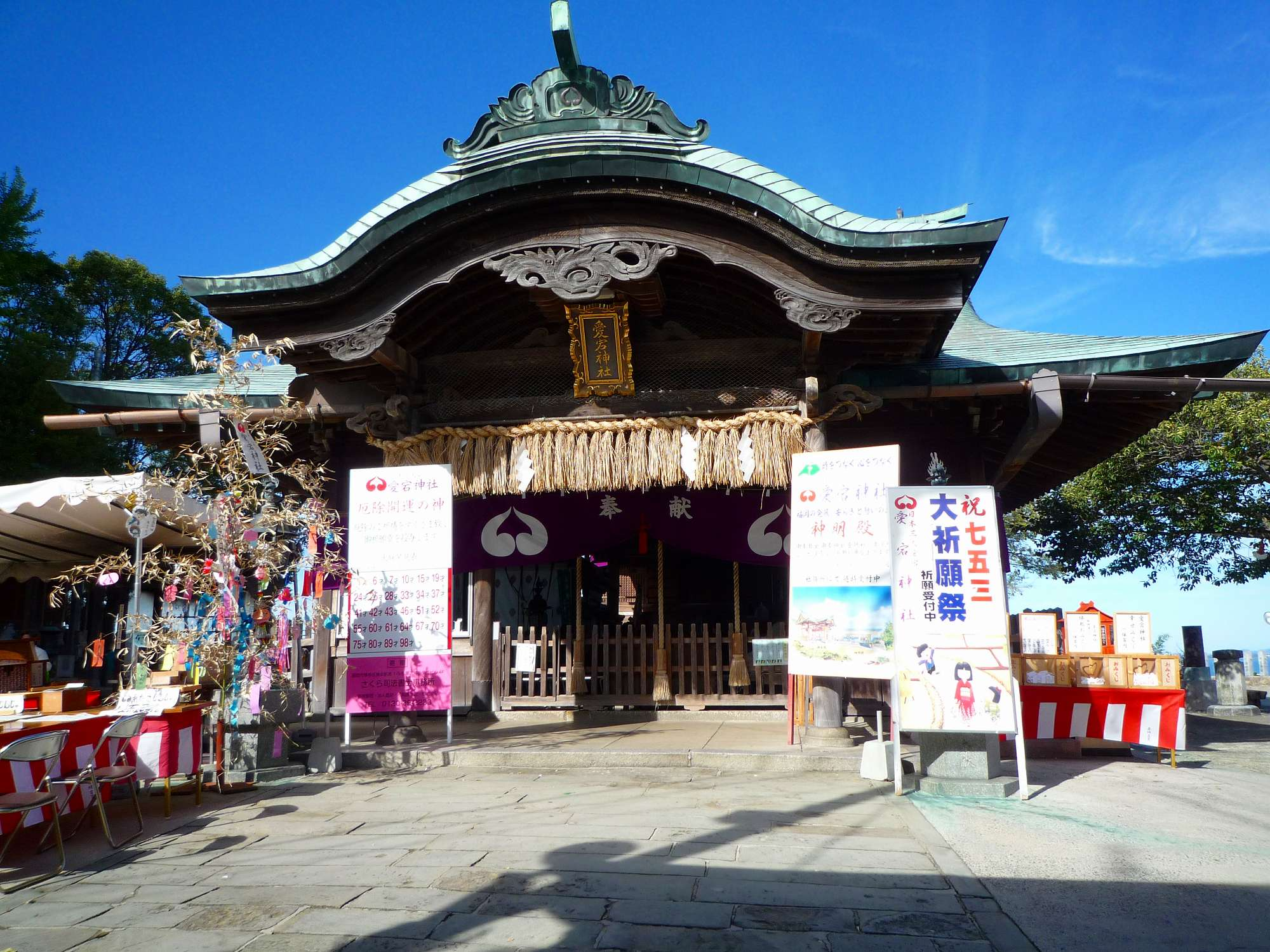
Haiden

## Voir également
- Atago-jinja